# Championnat d'Afrique du Sud féminin de football 2021
Navigation
2020 2022
La Hollywoodbets Super League 2021 est la 2e édition du championnat d'Afrique du Sud féminin de football. Le premier niveau du championnat féminin oppose quatorze clubs sud-africains en une série de vingt-six rencontres. Le vainqueur du championnat est qualifié pour la Ligue des champions de la COSAFA.
Les Mamelodi Sundowns sont tenantes du titre, tandis que le JVW FC et le MaIndies FC, les deux meilleures équipes de Sasol League, sont promus.
Les Mamelodi Sundowns conservent leur titre.

## Participants
| Équipe                     | Ville                      | Première saison | Meilleur classement |
| -------------------------- | -------------------------- | --------------- | ------------------- |
| Mamelodi Sundowns          | Pretoria, Gauteng          | 2019-2020       | 1er                 |
| TUT FC                     | Pretoria, Gauteng          | 2019-2020       | 2e                  |
| Bloemfontein Celtic        | Bloemfontein, État libre   | 2019-2020       | 3e                  |
| First Touch FC             | Polokwane, Limpopo         | 2019-2020       | 4e                  |
| Coal City Wizards          | Emalahleni, Cap-Oriental   | 2019-2020       | 5e                  |
| University of Western Cape | Le Cap, Cap-Occidental     | 2019-2020       | 6e                  |
| Durban Ladies              | Durban, KwaZulu-Natal      | 2019-2020       | 7e                  |
| University of Johannesburg | Johannesbourg, Transvaal   | 2019-2020       | 8e                  |
| Golden Ladies              | Mahikeng, Nord-Ouest       | 2019-2020       | 9e                  |
| Thunderbirds Ladies        | Butterworth, Cap-Oriental  | 2019-2020       | 10e                 |
| Richmond United            | Richmond, Cap-Nord         | 2019-2020       | 11e                 |
| Tsunami Queens             | Phuthaditjhaba, État libre | 2019-2020       | 12e                 |
| JVW                        | Bedfordview, Gauteng       | 2020-2021       | /                   |
| MaIndies Ladies            | Thohoyandou, Limpopo       | 2020-2021       | /                   |

## Compétition

### Classement
| Rang | Équipe                     | Pts | J  | G  | N  | P  | Bp | Bc | Diff |
| ---- | -------------------------- | --- | -- | -- | -- | -- | -- | -- | ---- |
| 1    | Mamelodi Sundowns T        | 73  | 26 | 24 | 1  | 1  | 87 | 14 | +73  |
| 2    | TUT FC                     | 59  | 26 | 18 | 5  | 3  | 58 | 21 | +37  |
| 3    | UWC                        | 53  | 26 | 15 | 8  | 3  | 47 | 16 | +31  |
| 4    | JVW FC P                   | 51  | 26 | 16 | 3  | 7  | 69 | 29 | +40  |
| 5    | First Touch FC             | 40  | 26 | 10 | 10 | 6  | 42 | 35 | +7   |
| 6    | Bloemfontein Celtic        | 39  | 26 | 12 | 3  | 11 | 37 | 39 | -2   |
| 7    | Thunderbirds Ladies        | 35  | 26 | 10 | 5  | 11 | 29 | 40 | -11  |
| 8    | MaIndies Ladies P          | 31  | 26 | 8  | 7  | 11 | 38 | 49 | -11  |
| 9    | University of Johannesburg | 29  | 26 | 7  | 8  | 11 | 26 | 39 | -13  |
| 10   | Durban Ladies              | 26  | 26 | 6  | 8  | 12 | 36 | 44 | -8   |
| 11   | Richmond United            | 26  | 26 | 7  | 5  | 14 | 44 | 60 | -16  |
| 12   | Coal City Wizards          | 23  | 26 | 6  | 5  | 15 | 25 | 39 | -14  |
| 13   | Golden Ladies              | 16  | 26 | 5  | 1  | 20 | 18 | 65 | -47  |
| 14   | Tsunami Queens             | 9   | 26 | 2  | 3  | 21 | 21 | 87 | -66  |

## Statistiques
Source.

### Meilleures buteuses
| Rang | Joueuse                   | Club                | Buts |
| ---- | ------------------------- | ------------------- | ---- |
| 1.   | Andisiwe Mgcoyi           | Mamelodi Sundowns   | 27   |
| 1.   | Nompumelelo Nyandeni (en) | JVW                 | 27   |
| 3.   | Nthabiseng Majiya         | Richmond United     | 20   |
| 4.   | Lelona Daweti             | Mamelodi Sundowns   | 12   |
| 4.   | Sibulele Holweni (en)     | UWC                 | 12   |
| 4.   | Gabriela Salgado          | JVW                 | 12   |
| 7.   | Amanda Mkhize             | Durban Ladies       | 10   |
| 7.   | Kgabelane Mohlakoana      | Bloemfontein Celtic | 10   |
| 7.   | Molepo Rapatsa            | MaIndies Ladies     | 10   |